# 田中聡 (防衛官僚)
田中 聡（たなか さとし、1961年3月 - ）は、日本の防衛官僚。

## 人物
長崎県出身。福岡県立小倉高等学校を経て、大阪大学法学部卒業。
沖縄防衛局長であったとき、名護市辺野古での米軍普天間飛行場の代替施設建設に関し、政府が環境影響評価（アセスメント）の評価書の提出時期を明言しない理由について、2011年11月28日夜の報道各社との非公式の懇談で「これから犯す前に犯しますよと言いますか」という趣旨の発言をしたことが、地元紙・琉球新報の翌29日付朝刊で報じられ、女性への性的暴行に例えた発言に対し、沖縄県内で反発の声が広がった。このため、2011年11月29日付で沖縄防衛局長を更迭され、12月9日には、停職40日の懲戒処分を受けた。しかし、その後復活し、更に4つの指定職ポストを務め上げた。

## 略歴
出典:
- 1984年　防衛庁入庁(中級)　防衛施設庁総務部補償課
- 1985年　（上級に転向）防衛庁防衛局計画官付
- 1999年　防衛局防衛政策課研究室長
- 2000年　長官官房企画官
- 2002年　防衛施設庁業務部提供施設課長
- 2004年　長官官房文書課法令審査官
- 2005年　防衛施設庁建設部建設企画課長
- 2007年　経理装備局艦船武器課長
- 2008年　防衛大学校総務部長
- 2009年　大臣官房広報課長
- 2010年　地方協力局地方協力企画課長
- 2011年　沖縄防衛局長
- 2012年　技術研究本部技術企画部長
- 2013年　大臣官房参事官
- 2014年　装備施設本部副本部長（総務担当）
- 2015年　防衛装備庁プロジェクト管理部長
- 2017年　地方協力局次長
- 2020年　防衛研究所長
- 2021年　退職